# Coelurosauravus
Genre
Espèces de rang inférieur
- † Coelurosauravus elivensis Piveteau, 1926, espèce type)
- † Coelurosauravus jaekeli (Weigelt, 1930)

Synonymes
- † Daedalosaurus Carroll, 1978
- † Gracilisaurus Weigelt, 1930
- † Weigeltisaurus Weigelt, 1930

Coelurosauravus (créé par Jean Piveteau en 1926) est un genre éteint de reptiles diapsides qui vivait du Permien supérieur au Trias inférieur, il y a environ 250 millions d'années.

## Description
Il présente un mécanisme de vol unique chez les tétrapodes. Deux grandes membranes sont déployées de chaque côté du corps et permettent à l'animal de planer. Ces « ailes » sont supportées par des rayons osseux d'origine dermique qui n'impliquent ni les côtes, ni les membres. Elles pouvaient être repliées le long du corps au repos. La queue, longue, fine et flexible, servait de gouvernail.
Coelurosauravus atteint 40 centimètres de long. Son corps est allongé et aplati, parfaitement adapté pour planer.

## Dans la culture populaire
Dans la série Nick Cutter et les Portes du Temps, un Coelurosauravus mâle nommé « Rex » est l'animal de compagnie d'Abby Maitland.

## Liste d'espèces
Selon Paleobiology Database (6 nov. 2012) :
- † Coelurosauravus elivensis (espèce type)
- † Coelurosauravus jaekeli